# Darázs Antal
Darázs Antal (Szeged, 1946. június 1. – Szeged 2005. június 21.) magyar autóversenyző, motorversenyző, az autókrossz hazai megalapítója.

## Életpályája
1963-ban, 19 éves korában saját építésű gokartjaival versenyzett, 1964-től 1973-ig motokrossz versenyző volt. Egy évig, 1967-ben salakmotorral is szerencsét próbált, és itt is megmutatta különleges tehetségét, hiszen az országos bajnokság 3. helyén végzett.
1976 tavaszán megépítette az első magyar autókrossz versenyautót (más néven szöcskét). Az első autocross versenyét 1977-ben futotta Csehszlovákiában. Versenyzői karrierje során számos ütőképes autót épített, amikkel a hazai és a nemzetközi porondon is kiemelkedő eredményeket ért el. Pályafutása során hatszor volt magyar bajnok.
A 2004. évi bajnokság volt az utolsó teljes bajnoksága, amit végül meg is nyert. 2005-ben állt utoljára rajthoz, Nyirádon. Ekkor már súlyos beteg volt, de megmutatta, hogy ennek a sportágnak ő a legnagyobb versenyzője. Nem sokkal a verseny után elhunyt.

## Sikerei, díjai
- Magyar bajnok: 1980, 1981, 1991, 1995, 1997, 2004.
- 1984-ben: Európa bajnoki 7. helyezett.
- Zóna Bajnokság 1600 ccm: két 2. hely
- Zóna Bajnokság 3500 ccm: egy 2. és egy 3. hely

## Emléke
2016-ban Szeged-Alsóvároson, egykori lakóházán emléktáblát avattak.